# Baringin Sil
Baringin Sil is een bestuurslaag in het regentschap Padang Lawas Utara van de provincie Noord-Sumatra, Indonesië. Baringin Sil telt 378 inwoners (volkstelling 2010).